# Queens Park Rangers Football Club 2013-2014
Questa voce raccoglie le informazioni riguardanti il Queens Park Rangers Football Club nelle competizioni ufficiali della stagione 2013-2014.

## Rosa
| N. |                          | Ruolo | Calciatore            |
| -- | ------------------------ | ----- | --------------------- |
| 1  | Inghilterra (bandiera)   | P     | Robert Green          |
| 2  | Inghilterra (bandiera)   | D     | Danny Simpson         |
| 3  | Senegal (bandiera)       | D     | Armand Traoré         |
| 4  | Inghilterra (bandiera)   | D     | Ravel Morrison        |
| 5  | Irlanda (bandiera)       | D     | Richard Dunne         |
| 6  | Inghilterra (bandiera)   | D     | Clint Hill            |
| 7  | Scozia (bandiera)        | C     | Matt Phillips         |
| 8  | Inghilterra (bandiera)   | A     | Andrew Johnson        |
| 9  | Inghilterra (bandiera)   | A     | Charlie Austin        |
| 10 | Inghilterra (bandiera)   | C     | Tom Carroll           |
| 11 | Inghilterra (bandiera)   | C     | Shaun Wright-Phillips |
| 12 | Inghilterra (bandiera)   | A     | William Keane         |
| 13 | Corea del Sud (bandiera) | D     | Yun Suk-Young         |
| 14 | Irlanda (bandiera)       | A     | Kevin Doyle           |
| 15 | Inghilterra (bandiera)   | D     | Nedum Onuoha          |
| 16 | Inghilterra (bandiera)   | C     | Jermaine Jenas        |
| 17 | Inghilterra (bandiera)   | C     | Joey Barton           |

| N. |                             | Ruolo | Calciatore          |
| -- | --------------------------- | ----- | ------------------- |
| 18 | Uruguay (bandiera)          | A     | Javier Chevantón    |
| 18 | Inghilterra (bandiera)      | D     | Aaron Hughes        |
| 19 | Croazia (bandiera)          | C     | Niko Kranjčar       |
| 20 | Inghilterra (bandiera)      | C     | Karl Henry          |
| 21 | Inghilterra (bandiera)      | D     | Luke Young          |
| 22 | Inghilterra (bandiera)      | C     | Hogan Ephraim       |
| 23 | Canada (bandiera)           | C     | Junior Hoilett      |
| 24 | Stati Uniti (bandiera)      | D     | Oguchi Onyewu       |
| 25 | Inghilterra (bandiera)      | A     | Bobby Zamora        |
| 26 | Irlanda (bandiera)          | P     | Brian Murphy        |
| 28 | Germania (bandiera)         | D     | Max Ehmer           |
| 30 | Irlanda (bandiera)          | C     | Frankie Sutherland  |
| 32 | Argentina (bandiera)        | C     | Alejandro Faurlín   |
| 34 | Inghilterra (bandiera)      | A     | Mo Shariff          |
| 35 | Israele (bandiera)          | C     | Yossi Benayoun      |
| 36 | Inghilterra (bandiera)      | C     | Gary O'Neil         |
| 37 | Irlanda del Nord (bandiera) | D     | Jamie Sendles-White |
| 38 | Scozia (bandiera)           | D     | Coll Donaldson      |
| 39 | Camerun (bandiera)          | D     | Benoît Assou-Ekotto |
| 40 | Mali (bandiera)             | A     | Modibo Maïga        |

## Calciomercato

### Sessione estiva(dall'1/7/2013 al 1/9/2013)
| Acquisti | Acquisti            | Acquisti      | Acquisti   |
| R.       | Nome                | da            | Modalità   |
| -------- | ------------------- | ------------- | ---------- |
| D        | Danny Simpson       |               | svincolato |
| D        | Richard Dunne       |               | svincolato |
| D        | Benoît Assou-Ekotto | Tottenham     | prestito   |
| C        | Tom Carroll         | Tottenham     | prestito   |
| C        | Niko Kranjčar       | Dinamo Kiev   | prestito   |
| C        | Karl Henry          | Wolverhampton | definitivo |
| C        | Matt Phillips       | Blackpool     | definitivo |
| C        | Gary O'Neil         |               | svincolato |
| A        | Charlie Austin      | Burnley       | definitivo |

| Cessioni | Cessioni          | Cessioni      | Cessioni      |
| R.       | Nome              | a             | Modalità      |
| -------- | ----------------- | ------------- | ------------- |
| P        | Radek Černý       |               | svincolato    |
| D        | Tal Ben Haim      |               | svincolato    |
| D        | José Bosingwa     |               | svincolato    |
| D        | Anton Ferdinand   |               | svincolato    |
| D        | Christopher Samba | Anži          | definitivo    |
| C        | Park Ji-sung      | PSV           | prestito      |
| C        | Michael Harriman  | Gillingham    | prestito      |
| C        | Esteban Granero   | Real Sociedad | prestito      |
| C        | Michael Doughty   | Stevenage     | prestito      |
| C        | Stéphane Mbia     | Siviglia      | prestito      |
| A        | Jay Bothroyd      |               | svincolato    |
| A        | Djibril Cissé     |               | svincolato    |
| A        | Adel Taarabt      | Fulham        | prestito      |
| A        | DJ Campbell       |               | svincolato    |
| A        | Rob Hulse         |               | fine carriera |
| A        | Loïc Rémy         | Newcastle Utd | prestito      |

### Trasferimenti tra le due sessioni
| Acquisti | Acquisti         | Acquisti | Acquisti   |
| R.       | Nome             | da       | Modalità   |
| -------- | ---------------- | -------- | ---------- |
| D        | Oguchi Onyewu    |          | svincolato |
| C        | Yossi Benayoun   |          | svincolato |
| A        | Javier Chevantón |          | svincolato |

| Cessioni | Cessioni         | Cessioni        | Cessioni   |
| R.       | Nome             | a               | Modalità   |
| -------- | ---------------- | --------------- | ---------- |
| C        | Tom Hitchcook    | Crewe Alexandra | prestito   |
| A        | Javier Chevantón |                 | svincolato |

### Sessione invernale(dal 3/1 al 2/2/2015)
| Acquisti | Acquisti       | Acquisti        | Acquisti      |
| Ruolo    | Nome           | da              | Modalità      |
| -------- | -------------- | --------------- | ------------- |
| D        | Aaron Hughes   |                 | svincolato    |
| D        | Coll Donaldson | Livingston      | definitivo    |
| C        | Tom Hitchcook  | Crewe Alexandra | fine prestito |
| A        | Modibo Maïga   | West Ham Utd    | prestito      |
| A        | Kevin Doyle    | Wolverhampton   | prestito      |
| A        | Adel Taarabt   | Fulham          | fine prestito |
| A        | William Keane  | Manchester Utd  | prestito      |

| Cessioni | Cessioni      | Cessioni      | Cessioni   |
| Ruolo    | Nome          | a             | Modalità   |
| -------- | ------------- | ------------- | ---------- |
| D        | Oguchi Onyewu |               | svincolato |
| C        | Tom Hitchcook | Rotherham Utd | prestito   |
| C        | Samba Diakité | Watford       | prestito   |
| A        | Adel Taarabt  | Milan         | prestito   |

### Trasferimenti dopo la sessione invernale
| Acquisti | Acquisti       | Acquisti     | Acquisti |
| R.       | Nome           | da           | Modalità |
| -------- | -------------- | ------------ | -------- |
| C        | Ravel Morrison | West Ham Utd | prestito |

| Cessioni | Cessioni    | Cessioni   | Cessioni |
| R.       | Nome        | a          | Modalità |
| -------- | ----------- | ---------- | -------- |
| P        | Júlio César | Toronto FC | prestito |

## Risultati

### FA Cup

#### Terzo turno
| Arbitro: | Webb |

|                                          |           |  |
| Barkley 35’ Jelavić 44’, 68’ Coleman 76’ | Marcatori |  |

### Football League Cup

#### Primo turno
| Arbitro: | Simpson |

|  |           |                       |
|  | Marcatori | 3’ Austin 77’ Simpson |

#### Secondo turno
| Arbitro: | Phillips |

|  |           |                            |
|  | Marcatori | 38’ Ranger 90+1’ Pritchard |